# Staurofobia
La staurofobia è l'avversione per croci e crocifissi. Il termine deriva da "stauròs" e "phobos", e letteralmente significa "paura dello stauròs": secondo alcuni studiosi della Bibbia, e per i Testimoni di Geova, Gesù non morì sulla croce ma sullo stauròs ovvero un palo singolo senza la trave perpendicolare.
Alcuni "staurofobici" sono credenti, ma rigettano l'idea della sofferenza umana di Cristo.
Nella cultura di massa si attribuisce questa avversione ai vampiri, insieme a quella per gli specchi, per la luce solare, l'acqua corrente e gli oggetti di legno, tant'è che i crocifissi hanno un effetto esorcizzante e sono in grado di ucciderli. Nel folclore greco del vrykolakas una croce di cera e un pezzo di porcellana con l'iscrizione "Gesù Cristo vince" erano posizionati sul corpo del defunto per prevenire che questi diventasse un vampiro.
Alla staurofobia si oppone la stauromania, definita come una venerazione fuori dalla norma delle croci e ciò che rappresentano.